# Microtropis grandifolia
Microtropis grandifolia är en benvedsväxtart som beskrevs av K.M. Kochummen. Microtropis grandifolia ingår i släktet Microtropis och familjen Celastraceae. Utöver nominatformen finns också underarten M. g. longipetiolata.